# جیم پاتریک مولر
جیم پاتریک مولر (انگلیسی: Jim-Patrick Müller؛ زادهٔ ۴ اوت ۱۹۸۹) بازیکن فوتبال اهل آلمان است.
از باشگاه‌هایی که در آن بازی کرده‌است می‌توان به باشگاه فوتبال دینامو درسدن، باشگاه فوتبال اس‌وی زاندهاوزن، و باشگاه فوتبال یان رگنسبورگ اشاره کرد.